# Nogami Yaeko

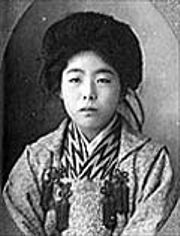
Nogami Yaeko als 20-Jährige

Nogami Yaeko (japanisch 野上 弥生子; * 6. Mai 1885 in Usuki; † 30. März 1985); eigentlich Nogami Yae (野上 ヤヱ) war eine japanische Schriftstellerin.

## Leben
Nogami Yaeko wurde in Usuki, Präfektur Ōita als Tochter eines Sake-Brauers geboren. Im Alter von 14 Jahren zog sie nach Tōkyō und besuchte dort die Meiji-Jogakkō-Schule. 1906 heiratete sie Nogami Toyoichirō, einen Schüler Natsume Sōsekis, und begann 1907 ihre schriftstellerische Laufbahn durch Veröffentlichung des Romans Enishi (縁 ‚[Liebes-]Verbindung‘) in der Zeitschrift Hototogisu. Als Schriftstellerin war sie bis zu ihrem Tode im Alter von 99 Jahren aktiv tätig.
Als zu Beginn der Shōwa-Zeit die „proletarische Literatur“ aufkam, veröffentlichte sie Machiko (真知子), eines ihrer bekanntesten Werke, worin sie die Probleme zwischen Reformbewegung und Moral beschrieb. Ferner schrieb sie Wakai musuko (若い息子 ‚Der junge Sohn‘) und Kanashiki Shōnen (哀しき少年 ‚Der unglückselige Junge‘), beides unter dem Thema zwischen Gedankenbild und Handlung in Konflikt geratener Jugendlicher. Als sich der bevorstehende Krieg abzeichnete, brachte sie zahlreiche kritische Literatur hervor, unter anderem Kuroi gyōretsu (黒い行列 ‚Die schwarze Prozession‘).
Mit Yuasa Yoshiko und Miyamoto Yuriko stand sie in freundschaftlicher Beziehung. Der Roman Nobuko der Letzteren soll ihr Inspiration für Mariko gewesen sein. Wegen der Einblicke in die Lebensweise der Frauen in den 1920er Jahren nimmt Mariko in der japanischen Literatur einen wichtigen Platz ein.
Während des Zweiten Weltkriegs hielt sich Nogami Yaeko zusammen mit ihrem Gatten in Europa auf und beschrieb diese Reise in Ōbei no tabi. Als zeitgenössische Beschreibung der Umstände jener Zeit wird dieses Werk ebenfalls als literarisch bedeutend eingestuft.
Nach dem Kriege beteiligte sie sich zunächst fördernd an der „Shin-nihon-bungakukai“, deren zentrale Figur Miyamoto Yuriko war, beendete die Beteiligung jedoch bald darauf. Die freundschaftliche Beziehung zu Miyamoto Yuriko blieb dennoch bestehen. Selbst nachdem diese 1951 verstorben war, schickte Nogami Yaeko der Familie Miyamoto regelmäßig Blumen zum Todestag Yurikos und soll selbiges für ihren bereits 1950 verstorbenen Gatten Toyoichirō erhalten haben.
Auch nach dem Kriege behandelt sie häufig die Frage nach der Lebensweise des Intellektuellen in ihren Werken und beschreibt in Meiro (迷路 ‚Der Irrgarten‘), der Fortsetzung des Romans Kuroi gyōretsu, die sie während des Krieges nicht hatte schreiben können, verschiedene Aspekte des Lebens in der Intellektuellenschicht bis zur Kriegsniederlage. In Hideyoshi to Rikyū (秀吉と利休) beschreibt sie den Konflikt zwischen dem politischen Menschen (Hideyoshi) und dem künstlerischen Menschen (Rikyū). In ihren späten Jahren beginnt sie, Mori (森 ‚Wald‘) zu schreiben, das auf den Personen ihrer eigenen Jugend aufbaut, doch dieses letzte Werk bleibt unvollendet.
Der Italianist Nogami Soichi war der älteste und der Biologe Nogami Mokichirō der zweitälteste Sohn Nogami Yaekos. Die Philosophin Hasegawa Michiko ist die Tochter ihres jüngsten Sohnes.

## Auszeichnungen
- 1957 – Yomiuri-Literaturpreis für Meiro (迷路)
- 1964 – Frauenliteraturpreis für Hideyoshi to Rikyū (秀吉と利休)
- 1965 – Ernennung zum Bunka Kōrōsha, zur Person mit besonderen kulturellen Verdiensten
- 1971 – japanischer Kulturorden
- 1980 – Asahi-Preis